# Stuttgarter Wochenblatt
Das Stuttgarter Wochenblatt ist ein kostenloses Anzeigenblatt für den Großraum Stuttgart, welches jeden Samstag (seit Corona lt. telefonischer Information mit Verlag und Verteildienst. Verteilschluss Samstag 20 Uhr) erscheint (bis 2012: Donnerstag; bis 2020 (?): Mittwoch). Das erstmals im August 1955 herausgegebene Wochenblatt ist eines der ältesten Anzeigenblätter Deutschlands. Es hat eine Auflage von rund 330.000 Exemplaren in 12 Lokalausgaben. Das Verbreitungsgebiet umfasst das Stuttgarter Stadtgebiet und die Nachbarstädte Leinfelden-Echterdingen, Filderstadt, Ostfildern (Filder Wochenblatt), Fellbach (Fellbacher Wochenblatt) und Gerlingen (Gerlinger Wochenblatt). Neben Werbeanzeigen enthält das Blatt aktuelle Lokalberichte und Serviceinformationen.
Das Stuttgarter Wochenblatt wird von der Stuttgarter Wochenblatt GmbH verlegt, die zu 51 % der Württemberger Zeitung GmbH gehört, und damit Teil der Zeitungsgruppe Stuttgart der Medienholding Süd GmbH (MSG) der Südwestdeutsche Medien Holding (SWMH) ist. Die Redaktion hat ihren Sitz im Pressehaus Stuttgart.
Das Stuttgarter Wochenblatt wurde im August 1955 von Maximilian Laier (1899–1971) unter dem Titel Das Wochenend gegründet. Nach seinem Tode war seine Witwe Ruth Laier Gesellschafterin der Verlags-GmbH. Guido Laier, ein Erbe des Gründers, hält heute (2016) einen Minderheitsanteil von 39 %. Der Verlag hält als Mitglied der Gruppe Württembergischer Verleger einen Kapitalanteil der Südwestdeutsche Medien Holding (SWMH).
Von 1962 bis 1987 war der Verleger, Journalist und Schriftsteller Hans-Frieder Willmann (geb. 19. Juni 1922, gest. 9. April 2017) Herausgeber des Wochenblattes. Unter seiner Leitung schrieb das Stuttgarter Wochenblatt Pressegeschichte, indem es zwei Urteile des Bundesgerichtshofs 1968 und 1971 erstritt, wonach die unentgeltliche Zustellung von Anzeigenblättern mit redaktionellen Inhalten als nicht wettbewerbswidrig erklärt wurde. Unter dem Pseudonym Fred Wiesen schrieb er die Kolumne „Stuttgarter Tagebuch“, die auch in Buchform veröffentlicht wurde. Hans-Frieder Willmann besaß 10 % des Kapitals der Stuttgarter Wochenblatt GmbH und als Mitglied der Gruppe Württembergischer Verleger einen Kapitalanteil an der Südwestdeutsche Medien Holding (SWMH).